# Zastupitelstvo

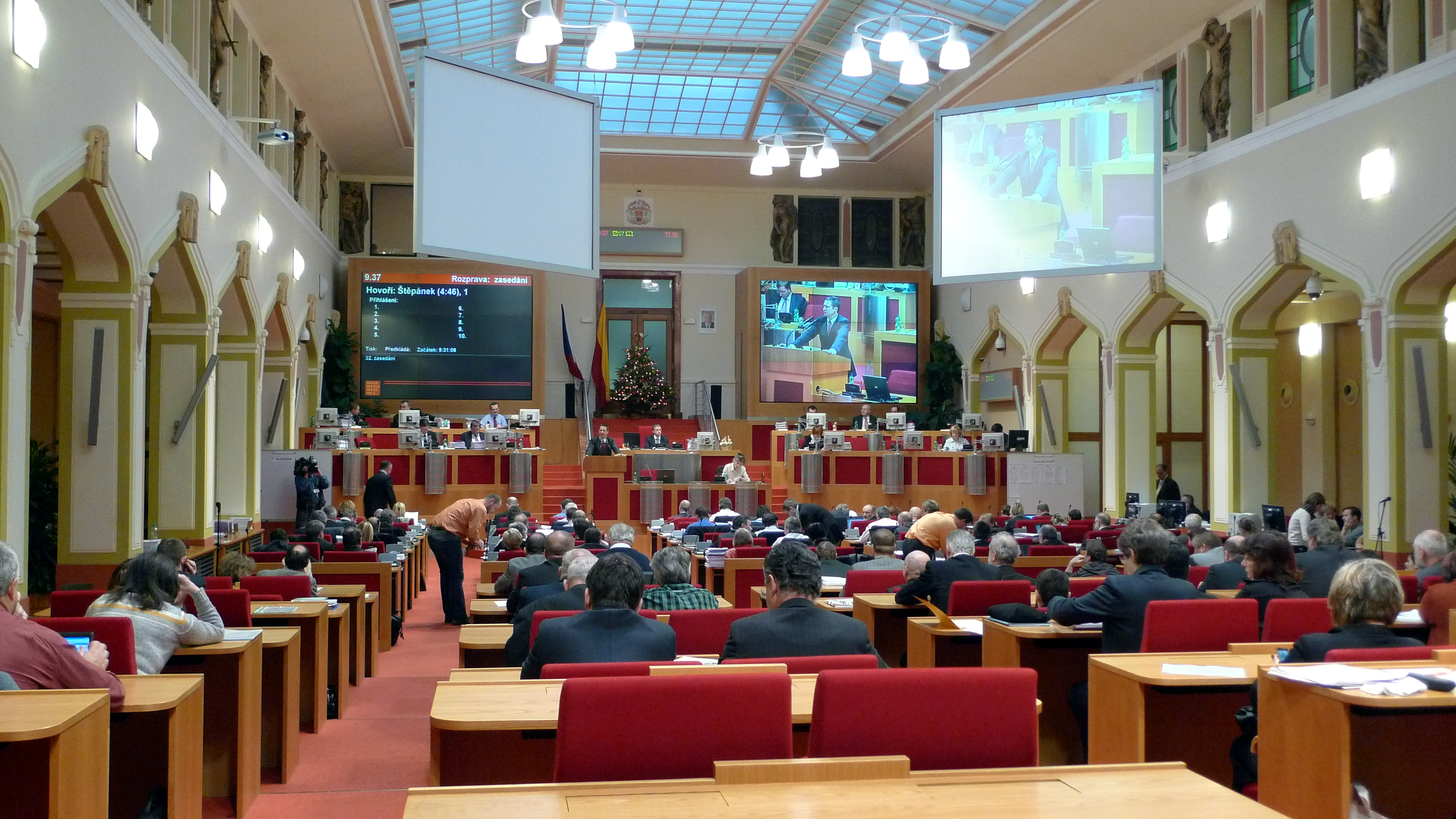
Zasedací sál zastupitelstva hl. m. Prahy

Zastupitelstvo je v Česku sbor zastupitelů v samosprávě na úrovni obcí, měst, statutárních měst (včetně jejich městských částí nebo obvodů) a krajů. Všechna zastupitelstva jsou volena na 4 roky, poslední volby do zastupitelstev obcí proběhly v roce 2022 a do zastupitelstev krajů v roce 2020.

## Druhy zastupitelstva
- Zastupitelstvo kraje
- Zastupitelstvo obce
- Zastupitelstvo městské části
- Zastupitelstvo městského obvodu